# Aufgabenangemessenheit
Aufgabenangemessenheit ist in der Gebrauchstauglichkeits-Forschung ein Kriterium, das beschreibt, ob die Funktionen eines Systems (z. B. Maschine, Software oder Website) dazu dienen, die Ziele zu erreichen, die ein Nutzer damit verfolgt. 

## Definition
Die DIN EN ISO 9241-110 definiert: „Ein interaktives System ist aufgabenangemessen, wenn es die Benutzer bei der Erledigung ihrer Aufgaben unterstützt, d. h., wenn die Bedienfunktionen und die Benutzer-System-Interaktionen auf den charakteristischen Eigenschaften der Aufgabe basieren (und nicht auf der zur Erfüllung der Aufgabe gewählten Technologie).“
Allgemeiner kann man sagen, dass eine Aufgabenangemessenheit vorliegt, wenn der Benutzer nicht vom eigentlichen Aufgabenziel durch die Systembenutzung abgelenkt wird, sondern dieses durch weniger oder gleichen Aufwand erreicht und es außerdem vollständiger oder zumindest genauso erledigt wie zuvor. Die Aufgabenangemessenheit wird von der Prozessangemessenheit abgegrenzt.

## Beispiele
Das bedeutet zum Beispiel, dass
- Eingabe und Ausgabe dem Benutzer unnötige Arbeitsschritte ersparen (einfaches Sichern und Schließen, sowie erneutes Öffnen eines Dokuments)
- der Benutzer mittels automatisierter Abläufe und Voreinstellungen entlastet wird (automatische Startprozeduren, Vorbesetzung mit Standardwerten, Positionieren des Mauscursors usw.)
- keine überflüssige Informationsanzeige oder Hilfestellung gegeben ist.